# الهيئة السعودية للتخصصات الصحية
الهيئة السعودية للتخصصات الصحية (اختصارًا SCFHS) هي هيئةٌ علميةٌ مستقلة، أُنشأت عام 1413 هجريًا الموافق 1992 ميلاديًا، ويقع مركزها الرئيسي في مدينة الرياض ويتبع لها عدد من الفروع في مختلف مناطق ومحافظات المملكة العربية السعودية، رئيس مجلس أمناء الهيئة هو وزير الصحة السعودي حاليًا فهد الجلاجل وأمينها العام هو أوس إبراهيم الشمسان ويتبعه الأمناء المساعدون لمختلف شؤون الهيئة.

## الأهداف
- تطوير الاداء المهني للممارسين الصحيين في مختلف التخصصات الأطباء ومساعدي الأطباء والأخصائيين والفنيين.
- العمل على تقويم المستشفيات والمراكز الفنية، والتطبيق العلمي في مجال التخصصات الصحية.
- وضع الاختبارات التخصصية، ومن ثم إقرار نتائجها، ومنح شهادات الاختصاص.
- القيام بمعادلة الشهادات الصحية المهنية، وتقويم حامليها.
- تشجيع الأبحاث في مجال الاختصاص، والقيام باقتراح الخطط العامة لتطوير القوى العاملة في المجالات الصحية.
- وضع معايير الممارسة المهنية وفق أُسس وأخلاقيات ممارسة المهنة الصحية.[3]

## المهام
- تشكيل جميع المجالس العلمية الصحية وما يتفرع منها من لجان.
- وضع البرامج الصحية التخصصية.
- الإشراف على الامتحانات التخصصية.
- إصدار الشهادات بدءً من الزمالة السعودية (البورد السعودي) والتي تعادل الدكتوراة مهنيًا وكذلك الدبلوم وشهادات العضوية.
- تقييم الشهادات العلمية ومعادلتها.
- تقييم المؤسسات الصحية والتعليمية الصحية والاعتراف بها.
- الإشراف على جميع الامتحانات التخصصية.

هذا بالإضافة إلى مهام تدريبية واشرافية أخرى.

## اعتراف متبادل مرتقب مع البورد الكندي
بعد مفاوضات استمرت لعامين، وفي أكتوبر 2010 وقع الأمين العام للهيئة السعودية للتخصصات الصحية مع الكلية الملكية الكندية للأطباء والجراحين مذكرة تفاهم تمهد للاعتراف التبادل بين الطرفين.

## المجالس العلمية للتخصصات الصحية
- المجلس العلمي للطب الباطني.
- المجلس العلمي للجراحة.
- المجلس العلمي لطب الأطفال.
- المجلس العلمي لطب النساء والولادة.
- المجلس العلمي لطب الأسرة والمجتمع.
- المجلس العلمي لطب وجراحة العيون.
- المجلس العلمي لطب وجراحة الأنف والأذن والحنجرة.
- المجلس العلمي لجراحة العظام.
- المجلس العلمي لطب الأمراض الجلدية.
- المجلس العلمي للصحة النفسية.[4]

## محاور تطوير الخطة الاستراتيجية للهيئة
- العناية بالعملاء.
- الانخراط في المجتمع.
- تعزيز سلامة المرضى.
- تحديث البيئة الإدارية للهيئة.
- تطوير فكرة اعتماد الهيئة على البيانات.
- شمول الهيئة جميع الممارسين الصحيين.
- تقديم الرعاية الصحية لموظفي الهيئة.[5]

## مبادرات الهيئة لعام 2017م
- تعاون إقليمي مُفعل.
- رفع كفاءة مصادر التعلم للمتدربين.
- تحسين الاتصال مع مدراء الدراسات العليا.
- تضمن امتحانات الزمالة على أسئلة عن أخلاقيات المهنة وسلامة المريض والمهنية.
- الاستفادة من الاستشاريين من خلال نظام فعال.
- إعادة هيكلة إجراءات التصنيف بغرض زيادة الفعالية وتقليص الوقت.
- إنشاء نظام للمراجعة الداخلية.
- تأسيس مكتب وفريق لإدارة المشاريع ونشر ثقافة إدارة المشاريع.
- إنشاء مجالس علمية جديدة على إثر استحداث تخصصات جديدة في الطب والصيدلة والتمريض.
- تطوير إستراتيجية الموارد البشرية لتوفير فرص تطوير مهني لمنسوبي الهيئة.[5]